# João Monlevade
| João Monlevade        | João Monlevade                    |
| Grunddaten            | Grunddaten                        |
| --------------------- | --------------------------------- |
| Bundesstaat:          | Minas Gerais                      |
| Fläche:               | 99,158 km² (2017)                 |
| Einwohner:            | 79.387 (1. Juli 2018, Schätzung)  |
| Bevölkerungsdichte:   | 742,35 Einwohner/km² (2010)       |
| Höhe:                 | 732 m                             |
| Postleitzahl (CEP):   | 53930-000 bis 53931-000           |
| Telefonvorwahl:       | (+55) 31                          |
| Geografische Lage:    | 19° 48' 36" S 43° 10' 26" O       |
| Bruttoinlandsprodukt: | R$ 2.327.308,80 Tsd. (2015)       |
| BIP pro Kopf:         | R$ 29.615,93 (2015)               |
| Offizielle Webseite:  |                                   |
| Politik               |                                   |
| Bürgermeister         | Simone Moreira (PSDB) (2017–2020) |

Lage und Fläche des Munizips im Bundesstaat Minas Gerais

João Monlevade, amtlich portugiesisch Município de João Monlevade, ist eine brasilianische Gemeinde im Bundesstaat Minas Gerais. Ihre Geschichte geht auf den französischen Bergbauingenieur Jean-Antoine Félix Dissandes de Monlevade (1791–1872) zurück, der hier 1825 eine Hochofenanlage errichtete.

## Geographische Lage
João Monlevade liegt in einer Höhe von 732 Metern im Bundesstaat Minas Gerais, in einer Entfernung von 110 km zur Hauptstadt Belo Horizonte.
Das Gemeindegebiet umfasst eine Fläche von 99,283 km².
João Monlevade grenzt an die Gemeinden Itabira, Bela Vista de Minas, São Gonçalo do Rio Abaixo und Rio Piracicaba.

## Wirtschaft
Die Wirtschaft der Gemeinde gründet sich auf die Eisenindustrie. Die wichtigsten Unternehmen sind ArcelorMittal Monlevade und Vale do Rio Doce.

## Bildung
Es gibt vier Hochschulen: einen Campus der Universidade Federal de Ouro Preto (UFOP), einen Campus der Universidade do Estado de Minas Gerais (UEMG) und die Privatuniversitäten FUNCEC und C.F.Kennedy.

## Geschichte

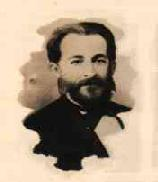
Jean de Monlevade, Gründer der Stadt

João Monlevade trägt den Namen dank des französischen Adeligen Jean-Antoine Félix Dissandes de Monlevade. Dieser kam 1817 nach Brasilien. Zu jener Zeit war er erst 28 Jahre alt und hatte gerade in der Provinz Minas Gerais das Studium des Bergbauingenieurwesens abgeschlossen.
Als er nach Brasilien kam, gründete er verschiedene Unternehmen; das wichtigste darunter war eine Eisenfabrik (1825). Durch das umfassende Wissen, das Jean de Monlevade durch sein Studium erlangt hatte und den Kauf von Produktionsmitteln in England wurde die von ihm gegründete Fabrik zu einer der bedeutendsten in der Kaiserzeit. Sie hatte eine relativ diversifizierte Produktion.

## Persönlichkeiten
- Renée Schroeder (* 1953), österreichische Forscherin und Hochschullehrerin
- Vinícius Araújo (* 1993), brasilianischer Fußballspieler